# 22839 Richlawrence
22839 Richlawrence è un asteroide della fascia principale. Scoperto nel 1999, presenta un'orbita caratterizzata da un semiasse maggiore pari a 2,3119716 au e da un'eccentricità di 0,0386423, inclinata di 3,29016° rispetto all'eclittica.
L'asteroide è dedicato all'insegnante statunitense Richard Lawrence.